# Sematophyllum latifolium
Sematophyllum latifolium är en bladmossart som beskrevs av Brotherus in Hosseus 1911. Sematophyllum latifolium ingår i släktet Sematophyllum och familjen Sematophyllaceae. Inga underarter finns listade i Catalogue of Life.